# Plagiostira
Plagiostira is een geslacht van rechtvleugeligen uit de familie sabelsprinkhanen (Tettigoniidae). De wetenschappelijke naam van dit geslacht is voor het eerst geldig gepubliceerd in 1876 door Scudder.

## Soorten
Het geslacht Plagiostira omvat de volgende soorten:
- Plagiostira albonotata Scudder, 1876
- Plagiostira gillettei Caudell, 1907
- Plagiostira mescaleroensis Tinkham, 1960